# Постоянная Верде
Постоянная Верде́ — скалярная физическая величина, характеризующая вращение плоскости поляризации света, распространяющегося в веществе вдоль линий магнитного поля, в которое помещено вещество. Представляет собой коэффициент пропорциональности {\displaystyle V} в уравнении, определяющем связь между углом поворота плоскости поляризации  {\displaystyle \Theta }, индукцией магнитного поля {\displaystyle \mathrm {B} } и длиной пути света в среде  {\displaystyle l}:
{\displaystyle \Theta =Vl\mathrm {B} .}
Значение постоянной Верде зависит от свойств вещества, длины волны и монохроматичности излучения, температуры.
Постоянная названа в честь французского физика Эмиля Верде.